# Eucopidocaulus tridentipes
Eucopidocaulus tridentipes är en skalbaggsart som beskrevs av Gilbert John Arrow 1911. Eucopidocaulus tridentipes ingår i släktet Eucopidocaulus och familjen Dynastidae. Inga underarter finns listade i Catalogue of Life.